# 仙剑奇侠传系列作品列表
仙劍奇俠傳系列是以中国神话和仙侠为背景的中文奇幻电子游戏系列。至今已發表九款單機角色扮演冒险游戏（主要为电脑游戏，后也有主机游戏版本）、兩款經營模擬遊戲、兩款線上角色扮演遊戲和一款手機遊戲。依照各作品遊戲內容，一般客觀認為九款單機RPG遊戲為仙劍奇俠傳正传系列，其它皆為衍生作品。
本游戏系列在大中华圈拥有很高知名度，在台灣與中国大陆获得多项奖项，并发展成了一个囊括各类影视剧、网络剧、舞台剧、衍生漫画、小说、同人作品、二次创作、音乐会、角色扮装、卡牌遊戲和周边商品的跨媒体制作IP。

## 游戏

### 本篇系列
| 作品 | |
| --- | --- |
| 仙劍奇俠傳首发日期： - 臺灣：1995年7月7日 - 中国大陆：1995年 - 日本：1999年3月4日(世嘉土星) - 全球：2013年2月2日(iOS) | 各平台发行年份： 1995年 – DOS 1997年 – Microsoft Windows 1999年 – 世嘉土星 2004年 – Symbian（Java版） 2013年 – iOS 2021年 - Steam 2024年 - 任天堂Switch |
| 仙劍奇俠傳首发日期： - 臺灣：1995年7月7日 - 中国大陆：1995年 - 日本：1999年3月4日(世嘉土星) - 全球：2013年2月2日(iOS) | 备注： - 2004年2月推出Java版本。 |
| 仙劍奇俠傳二首发日期： - 臺灣：2003年1月24日 - 中国大陆：2003年1月25日 - 全球：2021年4月15日(Steam)                   | 各平台发行年份： 2003年 – Microsoft Windows 2018年 – iOS 2021年 – Steam                                                                                 |
| 仙劍奇俠傳二首发日期： - 臺灣：2003年1月24日 - 中国大陆：2003年1月25日 - 全球：2021年4月15日(Steam)                   | 备注： - 由狂徒创作群剩餘组员与DOMO小组联合制作。 |
| 仙劍奇俠傳三首发日期： - 臺灣：2003年7月31日 - 中国大陆：2003年8月4日 - 全球：2021年4月15日(Steam)                    | 各平台发行年份： 2003年 – Microsoft Windows 2021年 – Steam                                                                                              |
| 仙劍奇俠傳三首发日期： - 臺灣：2003年7月31日 - 中国大陆：2003年8月4日 - 全球：2021年4月15日(Steam)                    | 备注： - 上海软星制作，为系列首部3D作品。 |
| 仙劍奇俠傳三外傳·問情篇首发日期： - 臺灣：2004年8月6日 - 中国大陆：2004年10月28日 - 全球：2021年4月15日(Steam)        | 各平台发行年份： 2004年 – Microsoft Windows 2021年 – Steam                                                                                              |
| 仙劍奇俠傳三外傳·問情篇首发日期： - 臺灣：2004年8月6日 - 中国大陆：2004年10月28日 - 全球：2021年4月15日(Steam)        | 备注： - 上海软星制作，系列首部外传作品。 |
| 仙劍奇俠傳四首发日期： - 臺灣：2007年8月1日 - 中国大陆：2007年8月1日 - 全球：2021年6月18日(Steam)                     | 各平台发行年份： 2007年 – Microsoft Windows 2021年 – Steam                                                                                              |
| 仙劍奇俠傳四首发日期： - 臺灣：2007年8月1日 - 中国大陆：2007年8月1日 - 全球：2021年6月18日(Steam)                     | 备注： - 上海软星制作。 - 2012年6月26日推出加入全程角色配音的语音版。                                                                                   |
| 仙劍奇俠傳五首发日期： - 臺灣：2011年7月7日 - 中国大陆：2011年7月7日 - 全球：2021年6月18日(Steam)                     | 各平台发行年份： 2011年 – Microsoft Windows 2021年 – Steam                                                                                              |
| 仙劍奇俠傳五首发日期： - 臺灣：2011年7月7日 - 中国大陆：2011年7月7日 - 全球：2021年6月18日(Steam)                     | 备注： - 由北京软星制作。 |
| 仙劍奇俠傳五前傳首发日期： - 臺灣：2013年1月15日 - 中国大陆：2013年1月15日 - 全球：2021年6月18日(Steam)               | 各平台发行年份： 2013年 – Microsoft Windows 2021年 – Steam                                                                                              |
| 仙劍奇俠傳五前傳首发日期： - 臺灣：2013年1月15日 - 中国大陆：2013年1月15日 - 全球：2021年6月18日(Steam)               | 备注： - 由北京软星制作。系列第二部外传作品。 |
| 仙劍奇俠傳六首发日期： - 臺灣：2015年7月8日 - 中国大陆：2015年7月8日 - 全球：2017年11月15日(Steam)                    | 各平台发行年份： 2015年 – Microsoft Windows 2017年 – Steam 2019年 – PlayStation 4                                                                       |
| 仙劍奇俠傳六首发日期： - 臺灣：2015年7月8日 - 中国大陆：2015年7月8日 - 全球：2017年11月15日(Steam)                    | 备注： - 由北京软星制作。 - 曾计划移植至Xbox One平台，但最终并未发售。                                                                                  |
| 仙劍奇俠傳七首发日期： - 中国大陆：2021年10月15日 - 全球：2021年10月22日                                              | 各平台发行年份： 2021年 – Microsoft Windows、Steam 2022年 – PlayStation 4、PlayStation 5、Xbox One、Xbox Series X/S                                     |
| 仙劍奇俠傳七首发日期： - 中国大陆：2021年10月15日 - 全球：2021年10月22日                                              | 备注： - 由北京软星制作。 |

### 重制版游戏
| 作品                                                                                              |                                                                         |
| ------------------------------------------------------------------------------------------------- | ----------------------------------------------------------------------- |
| 新仙剑奇侠传首发日期： - 臺港：2001年7月21日 - 中国大陆：2001年7月21日 - 全球：2015年6月18日(iOS) | 各平台发行年份： 2001年 – Microsoft Windows 2015年 – iOS 2017年 - Steam |
| 新仙剑奇侠传首发日期： - 臺港：2001年7月21日 - 中国大陆：2001年7月21日 - 全球：2015年6月18日(iOS) | 备注： - 由狂徒创作群采用《轩辕剑叁》2D引擎开发。                       |
| 仙剑奇侠传四·重制版首发日期： TBA                                                                 | 各平台发行年份： TBA                                                    |
| 仙剑奇侠传四·重制版首发日期： TBA                                                                 | 备注： - 由Up Software上软团队制作。                                    |

### 衍生游戏

#### 第一方游戏
| 作品 | |
| --- | --- |
| 仙劍客棧首发日期： - 中国大陆：2001年8月31日 - 臺灣：2001年8月31日 - 全球：2023年3月30日                                                                        | 各平台发行年份： 2001年 – Microsoft Windows 2023年 – Steam |
| 仙劍客棧首发日期： - 中国大陆：2001年8月31日 - 臺灣：2001年8月31日 - 全球：2023年3月30日                                                                        | 备注： - 北京软星制作，系列首款單機衍生作品。 |
| 仙劍Online首发日期： - 中国大陆：2009年1月9日（公測） - 臺灣：2009年4月16日（公測） - 大馬：2011年4月26日（封測） - 新加坡：2011年4月26日（封測）               | 各平台发行年份： 2009年 – Microsoft Windows |
| 仙劍Online首发日期： - 中国大陆：2009年1月9日（公測） - 臺灣：2009年4月16日（公測） - 大馬：2011年4月26日（封測） - 新加坡：2011年4月26日（封測）               | 备注： - 由大宇資訊台北研发总部研发二部开发。系列首部网络游戏。 - 台港澳地区于2014年4月16日结束运营。星马地区于2014年7月17日结束运营。中国大陆地区于2015年6月30日结束运营。 |
| 仙劍奇俠傳五·劍傲丹楓首发日期： - 全球：2012年2月23日 | 各平台发行年份： 2012年 – iOS |
| 仙劍奇俠傳五·劍傲丹楓首发日期： - 全球：2012年2月23日 | 备注： - 由大宇資訊台北行動平台研發團隊製作，首次採用虚幻引擎開發。 |
| 仙劍客棧SNS首发日期： - 中国大陆：2013年1月31日 | 各平台发行年份： 2013年 – Web |
| 仙劍客棧SNS首发日期： - 中国大陆：2013年1月31日 | 备注： - 北京软星制作，系列首款网页SNS游戏。2017年6月1日结束运营。 |
| 仙剑奇侠传：幻璃镜首发日期： - 中国大陆：2017年4月27日（iOS） - 中国大陆：2017年5月5日（Android） - 臺灣：2017年5月18日（iOS） - 臺灣：2017年5月23日（Android） | 各平台发行年份： 2017年 – iOS、Android |
| 仙剑奇侠传：幻璃镜首发日期： - 中国大陆：2017年4月27日（iOS） - 中国大陆：2017年5月5日（Android） - 臺灣：2017年5月18日（iOS） - 臺灣：2017年5月23日（Android） | 备注： - 上海软星重组后的第一部作品。2020年4月15日停止运营。 |
| 仙剑奇侠传九野首发日期： - 全球：2020年10月31日 | 各平台发行年份： 2020年 – Steam 2021年 – iOS、Android |
| 仙剑奇侠传九野首发日期： - 全球：2020年10月31日 | 备注： - 上海软星制作。2024年2月1日停止运营。 |
| 仙剑客栈2首发日期： - 全球：2022年7月8日 | 各平台发行年份： 2022年 – Steam |
| 仙剑客栈2首发日期： - 全球：2022年7月8日 | 备注： - 大宇資訊(台北)研發。 |
| 仙剑世界首发日期： - 中国大陆：2025年2月19日 | 各平台发行年份： 2025年 – iOS、Android、Microsoft Windows |
| 仙剑世界首发日期： - 中国大陆：2025年2月19日 | 备注： - 中手游旗下满天星工作室研发。系列首款跨平台开放世界网络游戏。 |

#### 第三方授权游戏
手机游戏
| 名称                   | 首发日期       | 备注                                                                                              |
| ---------------------- | -------------- | ------------------------------------------------------------------------------------------------- |
| 仙劍飛仙               |                |                                                                                                   |
| 仙劍闖機關             |                |                                                                                                   |
| 仙劍千里相會           | 2004年         |                                                                                                   |
| 仙劍之御劍伏魔         | 2005年         |                                                                                                   |
| 仙劍之妖媚再現         | 2005年         |                                                                                                   |
| 仙劍迷魂塔             |                |                                                                                                   |
| 仙劍尋妻記             | 2006年         |                                                                                                   |
| 仙劍迷情               |                |                                                                                                   |
| 仙劍之麒麟劍           | 2010年         |                                                                                                   |
| 仙劍奇俠傳之斬妖除魔   | 2010年         |                                                                                                   |
| 仙劍之鏡花水月         | 2010年2月1日   | 新浪飞扬开发                                                                                      |
| 仙剑奇侠传之忆仙       | 2010年2月1日   | 新浪飞扬开发                                                                                      |
| 仙剑奇侠传·忘情篇      | 2010年         | ETgame北京华恒信通与大宇资讯、北京网乐无限科技有限公司共同开发。                                  |
| 仙劍靈珠大戰           | 2011年10月     | 上海群宇开发                                                                                      |
| 仙劍龍幽前傳           | 2011年10月     | 上海群宇开发                                                                                      |
| 仙劍神魔井             | 2011年11月1日  |                                                                                                   |
| 仙剑奇侠传之问心       | 2012年5月22日  | A-onesoft开发。Java版手机游戏。                                                                   |
| 仙劍奇俠傳 手遊        | 2014年11月24日 | 騰訊研發。                                                                                        |
| 新仙剑奇侠传 3D        | 2015年4月9日   | CMGE中手游研发。2018年5月推出H5版本，可在PC和手機上遊玩。2020年10月22日停服。                     |
| 仙剑五前传             | 2015年6月16日  | 畅游研发,游戏基于《仙剑奇侠传五前传》制作。2017年6月27日停止运营。                                |
| 仙劍客棧 手遊          | 2015年9月1日   | 大宇资讯与奥尔资讯合作开发、数字天空发行。2016年8月31日停止运营。                                 |
| 仙剑奇侠传3D回合       | 2016年8月18日  | 盖娅互娱自主研发团队开发，仙剑全系列3DMMORPG回合制大型手游。                                      |
| 仙劍奇俠傳Online       | 2017年4月26日  | 腾讯魔方工作室研發的MMORPG手遊。2025年6月2日停止运营。                                            |
| 仙剑奇侠传五           | 2017年11月7日  | 畅游与金刚游戏联合发行。2024年8月3日停止运营。                                                    |
| 仙剑奇侠传四           | 2018年11月6日  | 西山居制作，腾讯代理的MMORPG手游。2021年10月31日停止运营。                                        |
| 仙剑奇侠传移动版       | 2020年3月31日  | 昆仑万维制作。台湾版名称为《仙劍奇俠傳-宿命》。2022年4月17日停止运营。                            |
| 新仙剑奇侠传之挥剑问情 | 2023年6月9日   | 深圳凡盛网络科技开发，青瓷游戏与中手游联合发行，回合制卡牌手游。台湾版名称为《仙劍奇俠傳-永恆》。 |
| 仙剑奇侠传：新的開始   | 2024年1月26日  | 上海恺英软件制作                                                                                  |

其它游戏
| 名称                   | 首发日期                                                                     | 备注 |
| ---------------------- | ---------------------------------------------------------------------------- | --- |
| 仙劍奇俠傳—逍遙遊      | - 中国大陆：2012年3月15日 - 臺灣：2014年1月29日                              | 系列首款卡牌游戏遊戲作品。 |
| 新仙剑 Online          | - 中国大陆：2013年7月18日 - 臺灣：2013年9月19日 - 星馬：2013年8月1日（公測） | 骏梦游戏采用Unity 3D引擎开发。中国大陆地区2017年4月30日停止运营。港澳台地区2017年5月18日停止运营。星马地区2015年8月28日停止运营。 |
| 仙剑奇侠传对战卡       | 2014年9月                                                                    | 北京软星授权，北京奇思美卡发行。集换式卡牌桌面对战游戏。                                                                          |
| 仙剑奇侠传四集换式卡牌 | 2022年10月                                                                   | 上海软星授权，卡乐动漫发行。集换式卡牌桌面对战游戏。                                                                              |
| 天呐！我被仙剑包围了   |                                                                              | 小有内容互动娱乐、河马游戏、奇树有鱼。“互动类冒险游戏”                                                                            |

## 音乐

### 游戏原声
- 《仙剑奇侠传 游戏音乐原声带》[70]：收录由林坤信、商育通配乐的90首曲目。
- 《新仙剑奇侠传 游戏音乐原声带》[71]：由Music Power音乐团队在一代配乐的基础上重新制作混音。数字版原声带共收录111首曲目，遗漏了“片头动画音乐”[b]、“结局动画音乐”、“今生情不悔”三首配乐。另外许茹芸所演唱的主题曲《有你的天堂》也因为版权原因未能收录。
- 《仙剑客栈 游戏音乐原声带》[72]：收录曾志豪配乐的40首曲目。
- 《仙剑奇侠传二 游戏音乐原声带》[73]：共收录102首曲目，遗漏了预告片中曾使用的配乐《水龙吟·淡淡幽思》[74]及游戏片头动画所使用的配乐。
- 《仙剑奇侠传三 游戏音乐原声带》[75]：共收录47首曲目。
- 《仙剑奇侠传三 问情篇 游戏音乐原声带》[76]：共收录34首曲目。
- 《仙剑奇侠传四 游戏音乐原声带》[77]：共收录53首曲目
- 《仙剑Online 游戏音乐原声带》[78]：共收录46首曲目。
- 《仙剑奇侠传五 游戏音乐原声带》[79]：共收录81首曲目。
- 《仙剑奇侠传五前传 游戏音乐原声带》[80]：共收录45首曲目。
- 《仙籁情深·仙剑奇侠传历代音乐精选集》：北京软星与京东商城合作独家推出的系列配乐精选集。于2013年2月10日率先推出限量流水编号的4CD版本[81]。隔年7月又再度推出加入部分《仙五前传》配乐的2CD版本[82]。
- 《仙剑奇侠传六 游戏音乐原声带》[83]：数字版专辑共收录76首曲目。台湾发行的《仙劍奇俠傳六》“限量典藏版”产品内赠送的“遊戲音樂集”CD额外独家收录了由张信哲演唱的主题曲《浪花》及严艺丹演唱的《誓言成晖》。
- 《仙剑·梦圆集 仙剑奇侠传历代主题曲音乐集》[84]：2018年11月30日上线各大数字音乐平台。
- 《仙剑奇侠传七原声音乐集 -人间如歌-》[85]：2021年10月15日上线各大音乐平台，共收录81首曲目。
- 《仙剑世界×骆集益 原声音乐集》[86]：2025年2月19日上线各大音乐平台。同时发售实体黑胶礼盒。

### 影视剧原声
- 《仙劍奇俠傳 電視原聲帶》：	2005年1月21日由华研国际音乐发行。
- 《仙剑奇侠传 电视原创音乐》：麦振鸿配乐。2005年3月22日随《仙剑奇侠传电视原声带》“庆功珍藏版”附送。2019年独立上架数字音乐平台[87]。
- 《仙劍奇俠傳三 電視原聲帶》：2009年6月18日由金牌大风发行。
- 《仙剑奇侠传三 电视原创音乐》[88]：麦振鸿配乐。2023年上架数字音乐平台。
- 《仙剑云之凡 电视原声带》[89]：2016年5月24日由华研国际音乐数字发行。仅收录三首歌曲。
- 《仙剑四 影视原声带》[90]：2024年1月30日由上海韶愔音乐娱乐发行。
- 《祈今朝 影视剧原声大碟》[91]：2024年1月19日发行。
- 《又见逍遥 影视原声带》[92]：刘韬配乐。

## 小说

### 游戏改编小说
最早的官方小说可追溯到1997至1998年间仙剑一的企划谢崇辉在大宇资讯“仙剑奇侠传”官方网站中“逍遥剧场”栏目内的连载，仅发表8章。谢崇辉也曾在2011至2012年间于个人博客中续写过若干章节，但剧情仅发展到“白河村”便中止了。
另外，大宇资讯授权他人撰写出版的小说如下：
楚国（庄雅婷）版小说系列：
| 书名                       | 作者 | 出版方                            | ISBN                               | 备注                                                       |
| -------------------------- | ---- | --------------------------------- | ---------------------------------- | ---------------------------------------------------------- |
| 仙剑奇侠传 第一册          | 楚国 | 第三波資訊股份有限公司 华文出版社 | ISBN 9572312189 ISBN 7-5075-1341-6 | 中国大陆版书名为《新仙剑奇侠传》                           |
| 仙剑奇侠传 第二册          | 楚国 | 第三波資訊股份有限公司 华文出版社 | ISBN 9572312197 ISBN 7-5075-1341-6 | 中国大陆版书名为《新仙剑奇侠传》                           |
| 仙剑奇侠传 第三册          | 楚国 | 第三波資訊股份有限公司 华文出版社 | ISBN 9572312200 ISBN 7-5075-1341-6 | 中国大陆版书名为《新仙剑奇侠传》                           |
| 仙剑奇侠传 第四册          | 楚国 | 第三波資訊股份有限公司 华文出版社 | ISBN 9572312219 ISBN 7-5075-1403-X | 中国大陆版书名为《新仙剑奇侠传》                           |
| 仙剑奇侠传 第五册          | 楚国 | 第三波資訊股份有限公司 华文出版社 | ISBN 9572312200 ISBN 7-5075-1463-3 | 中国大陆版书名为《新仙剑奇侠传》                           |
| 仙剑奇侠传二 第一部 少年游 | 楚国 | 第三波資訊股份有限公司            | ISBN 9572314076                    | 原计划小说共三部，由于出版方结束经营，故而仅发行了第一部。 |

管平潮版小说系列：
| 书名          | 作者   | 出版日期   | 出版社           | ISBN               | 备注 |
| ------------- | ------ | ---------- | ---------------- | ------------------ | --- |
| 仙剑奇侠传 壹 | 管平潮 | 2012年10月 | 北京联合出版公司 | ISBN 9787550209862 | 原本的企划是交由管平潮将仙剑全系列故事按时间发展顺序以小说形式完整串联起来，但小说讲到《仙剑奇侠传三外传问情篇》后便中途腰斩。 |
| 仙剑奇侠传 贰 | 管平潮 | 2013年1月  | 北京联合出版公司 | ISBN 9787550212695 | 原本的企划是交由管平潮将仙剑全系列故事按时间发展顺序以小说形式完整串联起来，但小说讲到《仙剑奇侠传三外传问情篇》后便中途腰斩。 |
| 仙剑奇侠传 叁 | 管平潮 | 2013年10月 | 北京联合出版公司 | ISBN 9787550218901 | 原本的企划是交由管平潮将仙剑全系列故事按时间发展顺序以小说形式完整串联起来，但小说讲到《仙剑奇侠传三外传问情篇》后便中途腰斩。 |
| 仙剑奇侠传 肆 | 管平潮 | 2014年9月  | 北京联合出版公司 | ISBN 9787550231900 | 原本的企划是交由管平潮将仙剑全系列故事按时间发展顺序以小说形式完整串联起来，但小说讲到《仙剑奇侠传三外传问情篇》后便中途腰斩。 |
| 仙剑奇侠传 伍 | 管平潮 | 2015年4月  | 百花洲文艺出版社 | ISBN 9787550012288 | 原本的企划是交由管平潮将仙剑全系列故事按时间发展顺序以小说形式完整串联起来，但小说讲到《仙剑奇侠传三外传问情篇》后便中途腰斩。 |
| 仙剑奇侠传 陆 | 管平潮 | 2015年9月  | 百花洲文艺出版社 | ISBN 9787550013933 | 原本的企划是交由管平潮将仙剑全系列故事按时间发展顺序以小说形式完整串联起来，但小说讲到《仙剑奇侠传三外传问情篇》后便中途腰斩。 |
| 仙剑奇侠传 柒 | 管平潮 | 2016年6月  | 百花洲文艺出版社 | ISBN 9787550017474 | 原本的企划是交由管平潮将仙剑全系列故事按时间发展顺序以小说形式完整串联起来，但小说讲到《仙剑奇侠传三外传问情篇》后便中途腰斩。 |
| 仙剑奇侠传 捌 | 管平潮 | 2017年4月  | 百花洲文艺出版社 | ISBN 9787550020139 | 原本的企划是交由管平潮将仙剑全系列故事按时间发展顺序以小说形式完整串联起来，但小说讲到《仙剑奇侠传三外传问情篇》后便中途腰斩。 |

王世颖版小说：
| 书名                      | 作者   | 出版日期  | 出版社           | ISBN                   | 备注                                                                                             |
| ------------------------- | ------ | --------- | ---------------- | ---------------------- | ------------------------------------------------------------------------------------------------ |
| 仙剑前传之臣心似水 起源篇 | 王世颖 | 2013年9月 | 北京联合出版公司 | ISBN 978-7-5502-1892-5 | 王世颖为《仙剑奇侠传三》的游戏编剧，此小说内容为王世颖所构想的《仙三》故事前传，但并非官方故事。 |
| 仙剑前传之臣心似水 终结篇 | 王世颖 | 2013年9月 | 北京联合出版公司 | ISBN 978-7-5502-1891-8 | 王世颖为《仙剑奇侠传三》的游戏编剧，此小说内容为王世颖所构想的《仙三》故事前传，但并非官方故事。 |

系列全新版官方小说：
| 书名         | 作者   | 出版日期      | 出版社       | ISBN                   | 备注                                                   |
| ------------ | ------ | ------------- | ------------ | ---------------------- | ------------------------------------------------------ |
| 仙剑奇侠传四 | 苏末那 | 2022年10月    | 中信出版集团 | ISBN 978-7-5217-4457-6 |                                                        |
| 仙剑奇侠传二 | 槿华   | 2024年5月31日 | 中信出版集团 | ISBN 978-7-5217-5101-7 |                                                        |
| 仙剑奇侠传   | 楚国   | 2025年1月     | 中信出版集团 | ISBN 978-7-5217-6793-3 | 楚国在其2001年版的小说基础之上进行重新修订，加入新情节 |

### 影视剧改编小说
- 《仙剑奇侠传》：墨高慧电视小说改编，邓紫珊电视剧本编写。2005年出版。
- 《仙剑奇侠传三》：卢慧心著。2009年出版。

## 漫画

### 单行本
- 《仙剑奇侠传》：易水翔麟绘，全9卷，台灣青文出版社出版。
- 《仙剑奇侠传二》：陳志隆绘，全4卷，台灣青文出版社出版。
- 《仙剑奇侠传三》：易水翔麟绘，全5卷，台灣青文出版社出版。
- 《仙剑奇侠传五·青荷镇篇》：仙五游戏人物设计师IP君亲自编绘，连载于《天漫》杂志。2012年11月20日推出单行本，湖南美术出版社出版。
- 《仙剑奇侠传五前传：韶华韵事》：仙五前传游戏主美肇一龙亲自编绘。2016年11月发行，花山文艺出版社出版。
- 《仙剑奇侠传短篇漫画集》：收录《锁妖》、《青荷》、《燕归来》、《衡道众前传》、《照红妆》、《水灵劫》六部短篇作品。2016年11月发行，花山文艺出版社出版。

### 其它网络漫画
- 《忆相逢》[93]：全11话，主要讲述了《仙剑奇侠传二》之后李忆如与韩仲晰的整个人生，以及女儿小蛮的出生。
- 《西江月》[94]：全20话，从慕容紫英与剑灵龙葵的视角出发，讲述剑灵苍河与剑主白月盈的悲喜平生，前尘来世。
- 《梦千年》[95]：全1话，慕容紫英与剑灵龙葵前往即墨探寻江山社稷图，途中龙葵对生前的回忆、姜国的往事。
- 《昔风》[96]：全1话，在《仙剑奇侠传七》数百年前的前传，讲述明庶门祖师月西楼与天师门祖师张东临年少相识，建立门派后携手御敌的故事。
- 《少年衡道众》[97]：全10话，为《仙剑奇侠传六》外传故事。
- 《仙剑奇侠传四》[98]：连载中。

## 官方攻略本、设定集、画集
- 《仙剑奇侠传 剧情攻略》[99]：1992年2月出版。台湾疾风出版有限公司发行。
- 《新仙剑奇侠传 完全攻略集》[99]：2001年8月出版。台湾第三波资讯股份有限公司发行。
- 《仙剑奇侠传二 完全攻略集》[99]：2003年2月出版。台湾第三波资讯股份有限公司发行。
- 《仙剑奇侠传三 完全典藏攻略集》[99]：2003年10月出版。台湾青文出版社发行。
- 《仙剑奇侠传三 问情篇 完全典藏攻略本》[99]：2004年8月出版。台湾智冠科技股份有限公司发行。
- 《仙剑奇侠传四 完全攻略集》[99]：2007年8月出版。台湾大宇资讯发行。
- 《仙剑奇侠传五 完全攻略集》[99]：2011年7月出版。台湾大宇资讯发行。
- 《仙剑奇侠传五前传 完全攻略集》[100]：2013年1月23日发行。台湾大宇资讯发行。
- 《仙剑奇侠传五前传 官方美术设定集》[101]：2013年5月15日推出，共460P。北京百游汇通发行。
- 《仙灵梦回·仙剑奇侠传历代全系列画典》[102]：2014年7月推出，磨铁图书发行。收录《新仙剑》至《仙五前传》所有游戏的美术设定原画，共628P。限量1万套。
- 《仙剑奇侠传六 游戏攻略集》[99]：2016年1月出版。台湾由大宇资讯发行，中国大陆由畅游乐动发行。
- 《仙剑奇侠传六 官方剧本手稿·美术集》[103]：2016年1月20日推出，内容主要为剧本稿，美术集仅36P。北京软星制作，北京畅游乐动发行。
- 《琼华遥章·仙剑奇侠传四官方企划设定集》[104]：2017年11月11日推出，含设定资料集一册，网络作家木剑星空撰写的剧本小说上下两册。方块游戏出品。
- 《仙剑奇侠传七 官方设定美术全集》[105]：2021年10月15日推出，共598P。方块游戏出品。

## 电视剧
根据仙剑奇侠传系列游戏改编的有三款电视剧，皆由唐人影视投拍。
- 《仙劍奇俠傳》：改编自《仙剑奇侠传》，于2005年上映，由胡歌、刘亦菲、安以轩、刘品言主演；
- 《仙剑奇侠传三》：改编自《仙剑奇侠传三》，于2009年上映，由胡歌、杨幂、刘诗诗、唐嫣、霍建华主演；
- 《仙劍雲之凡》：改编自《仙剑奇侠传五》，于2016年上映，由韩东君、古力娜扎、郑元畅、小彩旗等主演。

## 网络剧
2015年之后又有一系列仙剑题材的网络剧和电影，均在流媒体平台播放。
- 《仙剑客栈》：最早改编自仙剑系列游戏的网络喜剧，於2015年在优酷上播出，由吴磊、孙雪宁、徐悦、童可可、苑琼丹等联袂主演。
  - 《仙剑客栈》：2021年由优酷重拍的喜剧短剧，由张笑豪导演，靳文、马率、郭慕涵、章若凡、朱一未、蒋欣奇等参演。
- 《仙剑风云》：建立在仙剑世界观上的前传玄幻动作电影故事，由杨建武执导，于2022年7月26日在爱奇艺全网独播，由陈浩民、徐冬冬领衔主演。
- 《仙剑四》：改编自《仙剑奇侠传四》，于2024年1月17日在爱奇艺上映，由鞠婧祎、陈哲远、茅子俊、毛晓慧主演[107]
- 《祈今朝》：改编自《仙剑奇侠传六》，于2024年1月18日在腾讯视频上映，由许凯、虞书欣、万鹏、付辛博主演[108]
- 《又见逍遥》：翻拍自《仙剑奇侠传》，由企鹅影视在2021～2022年制作[109]，2024年4月2日于腾讯视频播出，由何与、杨雨潼、徐好、胡意旋主演[110]
- 《仙剑奇侠传二外传·忆如传》：仙剑26周年宣布的作品，由之升影业、登峰国际、潮昇影业、磨铁娱乐、自由酷鲸影业、二厂影视合作出品[111]。

## 声优剧
- 《仙剑奇侠传：前尘一梦》：“光合积木”配音团队策划，剧空间、软星科技协力的声优剧于2015年7月3、4日在北京剧空间首次演出。声优剧由仙剑原作配音演员出演，剧情主要改编自《仙剑奇侠传五》及《仙剑奇侠传五前传》。[112]

## 舞台劇
- 《仙剑奇侠传》：與上海染空间剧团合作，2015年4月15日至4月28日期間，在上海文化廣場公演。[113]主要演員為文卓、屠畫與黃曦等人。[114]
- 《仙剑奇侠传三》：與上海染空间剧团合作，2016年4月14日，在上海文化廣場公演。